# 新潟県道257号田屋青海川停車場線
新潟県道257号田屋青海川停車場線（にいがたけんどう257ごう たやおうみがわていしゃじょうせん）は、新潟県柏崎市内を通る一般県道である。

## 概要

### 路線データ
- 起点：新潟県柏崎市大字田屋字北田（新潟県道25号柿崎小国線交点）
- 終点：新潟県柏崎市大字青海川字上ノ原（国道8号交点）[要出典]

## 地理

### 通過する自治体
- 新潟県
  - 柏崎市

### 接続する道路
- 新潟県道25号柿崎小国線（起点：柏崎市大字田屋字北田）

この間冬季閉鎖区間あり（場所：柏崎市田屋 - 谷根、距離：5.8km、期間：11月下旬 - 6月上旬、迂回路：国道353号）
- 国道8号（北陸道）（柏崎市大字青海川字上ノ原）

### 周辺
- JR信越本線 青海川駅
- 北陸自動車道
  - 米山IC - 米山SA
- 柏崎市立野田小学校
- 野田郵便局
- 柏崎上米山郵便局
- 道の駅風の丘米山
- 青海川海水浴場
- 佐渡弥彦米山国定公園・米山福浦八景県立自然公園
  - 米山
  - 福浦八景
    - 鴎が鼻展望台（恋人岬）
    - 福浦猩々洞（海食洞窟） - 3種類・約20,000頭のコウモリの生息地となっており、新潟県の天然記念物に指定されている。コウモリ保護のため入洞は固く禁じられている。